# Maryse Burgot
Maryse Burgot, née le 24 juin 1964 à Combourg (Ille-et-Vilaine), est une journaliste française de télévision.

## Biographie

### Formation
Maryse Burgot grandit dans la ferme de ses parents à Bazouges-la-Pérouze. Elle est élève au lycée de l'Assomption de Rennes puis y fait des études de lettres modernes. Elle intègre ensuite le Centre universitaire d'enseignement du journalisme de Strasbourg dont elle sort diplômée en 1989,.

### Carrière
Après avoir obtenu son diplôme en 1989, elle commence à travailler à RTL Télévision puis rejoint les rédactions de FR3 pour des contrats de courte durée dans les stations régionales de  Rouen, Dijon, Amiens, Nancy, Rennes, Nantes, Montpellier, Lyon, Grenoble… avant de participer à Télématin sur Antenne 2.
En 1994, elle effectue son premier grand reportage sur l'épidémie de peste en Inde (en).
En 1999, avec Gilles Jacquier, elle effectue un reportage sur les populations fuyant le Kosovo qui lui vaut le Prix Bayeux des correspondants de guerre.
Du 9 juillet au 27 août 2000, Maryse Burgot est retenue en otage par Abou Sayyaf à Jolo aux Philippines. Elle s'était rendue sur l'île avec son équipe (composée du cameraman Jean-Jacques Le Garrec et du preneur de son Roland Madura) pour interviewer le célèbre preneur d'otages Ghalib Andang (de) (dit « Commandant Robot ») avant de se faire enlever par des hommes armés se réclamant du Front Moro islamique de libération. Elle est libérée aux côtés de quatre autres otages occidentaux (la Française Sonia Wendling, la Franco-Libanaise Marie Moarbès, la Sud-Africaine Monique Strydom et l'Allemand Werner Wallert) à la suite d'une médiation de la Libye de Mouammar Kadhafi qui aurait accepté de payer leur rançon (s'élevant à près de 280 000 francs) ainsi que celle d'un cinquième otage (le Sud-Africain Callie Strydom) sous forme d'aide au développement.
Par la suite, elle devient grand reporter et correspondante permanente de France 2 à Londres, puis en 2010 correspondante permanente de la même chaîne aux États-Unis.
Elle couvre le séisme de 2010 en Haïti et l'affaire Dominique Strauss-Kahn.
En août 2014, elle rentre à Paris, chargée du suivi de l'Élysée pour France 2, à la place de Valérie Astruc qui devient correspondante à Washington pour France Télévisions.
Depuis 2017, elle est grand reporter spécialisé international au service enquêtes et reportages de la rédaction de France 2 et effectue en 2019 un reportage sur la chute (en) de Baghouz, dernier fief de l'État Islamique en Syrie.
En octobre 2021, elle effectue un reportage en Afghanistan.
Début 2022, Maryse Burgot est correspondante de guerre avec sa consœur Agnès Vahramian en Ukraine. Elle se trouve au Donbass lors du début de l'invasion de l'Ukraine par la Russie, et couvre une partie des premiers combats avec son équipe,.

## Prix et distinctions
- 1999 : Prix Bayeux des correspondants de guerre, avec Gilles Jacquier pour un reportage sur les populations fuyant le Kosovo [1]

## Publications
- Loin de chez moi : Grand reporter et fille de paysans, Fayard, 2024, 342 p. (ISBN 978-2213726953, présentation en ligne)